# Лютеранская церковь в Норвегии
Лютеранская церковь в Норвегии (норв. Den lutherske kirke i Norge, LKN) — норвежская конфессиональная лютеранская церковь.

## История
В 2005 году в Осло была открыта Церковь Мессии (норв. ). В 2006 году ЛЦН была официально зарегистрирована.
В 2019 году ЛЦН насчитывает 6 общин: Осло, Лебесбю, Кёутукейну, Лофотенские о-ва, Офотен и Южный Тромс, Олесунн.

## Епископ
С 25 мая 2017 года епископом ЛЦН является Торкильд Масви.

## Учебные программы
В ЛЦН существует учебная программа AdFontes для подготовки пасторов.